# 790 TCN
790 TCN là một năm trong lịch La Mã.